# Bürs
Bürs ist eine Gemeinde mit 3431 Einwohnern (Stand 1. Jänner 2024) auf 570 Metern Höhe und gehört zum Bezirk Bludenz in Vorarlberg.

## Geografie

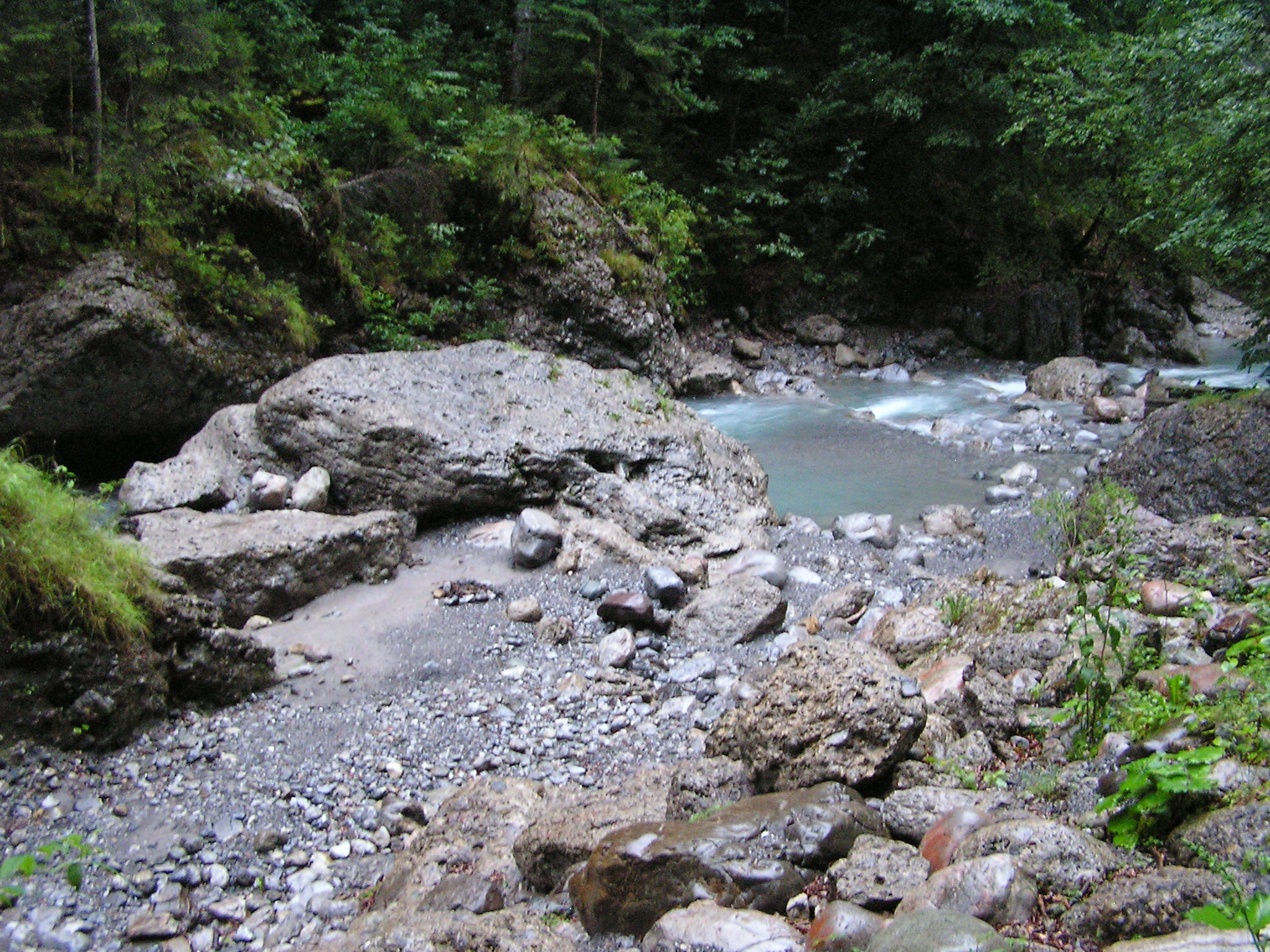
Bürser Schlucht

Das Gemeindegebiet liegt im westlichsten Bundesland Österreichs, Vorarlberg, in einer Höhe von 555–2643 m ü. A. und hat eine Fläche von 24,65 Quadratkilometer. Davon sind 7 Prozent landwirtschaftliche Nutzfläche, 48 Prozent sind bewaldet, 15 Prozent Almen und 26 Prozent alpines Gebiet.
In der teilweise durch einen Wandersteg erschlossenen Bürser Schlucht am Eingang des Brandnertales kann eine einzigartige eiszeitliche Landschaftsgestaltung (Bürser Konglomerat, Moränen, Findlinge) besichtigt werden. Das Berggebiet hat noch einen weitgehend unversehrten Charakter und eine ungewöhnliche Biotopvielfalt (z. B. Großbiotope Ochsenälpele-Nonnenalpe und Sarotlatal).

### Nachbargemeinden
|            | Nüziders                                    | Bludenz |
| Bürserberg | Kompassrose, die auf Nachbargemeinden zeigt | Lorüns  |
| Brand      | Vandans                                     |         |

## Geschichte
Das Dorf „Puire“ mit Kirche wurde bereits um 820–830 erwähnt. Im Mittelalter dürfte in Bürs auch Eisenbergbau eine gewisse Rolle gespielt haben (1355 urkundlicher Hinweis auf den „Ysenberg zu Bürs“). Im Gebiet von Bürs waren auch zwei Burgen entstanden, die Feste Bürs (um 1405 zerstört) und die Burg Holenegg (später Schloss Rosenegg).
1548 wurde Bürs durch Abtrennung von Bludenz selbständige Gemeinde. Zu diesem Zeitpunkt gehörten auch noch die heute selbständigen Gemeinden Bürserberg und Brand zum Gemeindegebiet. Der Ort war früher wiederholt von Hochwasserkatastrophen betroffen, z. B. 1762 und 1910 durch den Alvierbach.
Ab 1804 führten große Murenabgänge im Schesatobel zum größten Murbruch Europas; der Abriss ist heute noch weithin sichtbar. Durch umfangreiche Wildbachverbauungen seit der Jahrhundertwende ließen sich die Gefahren soweit eindämmen, dass sich die Besiedlung nach 1950 zum Schesatobel hin ausdehnen konnte. Zwischen 1951 und 1991 hat sich der Häuserbestand von Bürs mehr als verdoppelt.
In den siebziger Jahren erhielt der Ort eine neue Pfarrkirche, ein Schul-, ein Sport- und ein Einkaufszentrum, 1987 ein neues Gemeindezentrum. 1991 Neuanlage der Brandnerstraße als Ortsumfahrung.

## Bevölkerungsentwicklung
Der Ausländeranteil lag Ende 2002 bei 14,5 Prozent.
Von 1981 bis 2001 war die Wanderungsbilanz nahe null, die Geburtenbilanz jedoch stark positiv, was zu einem Wachstum der Gemeinde führte. Bis 2011 ging die Geburtenrate zurück, sodass die Einwohnerzahl nahezu konstant blieb.

## Kultur und Sehenswürdigkeiten

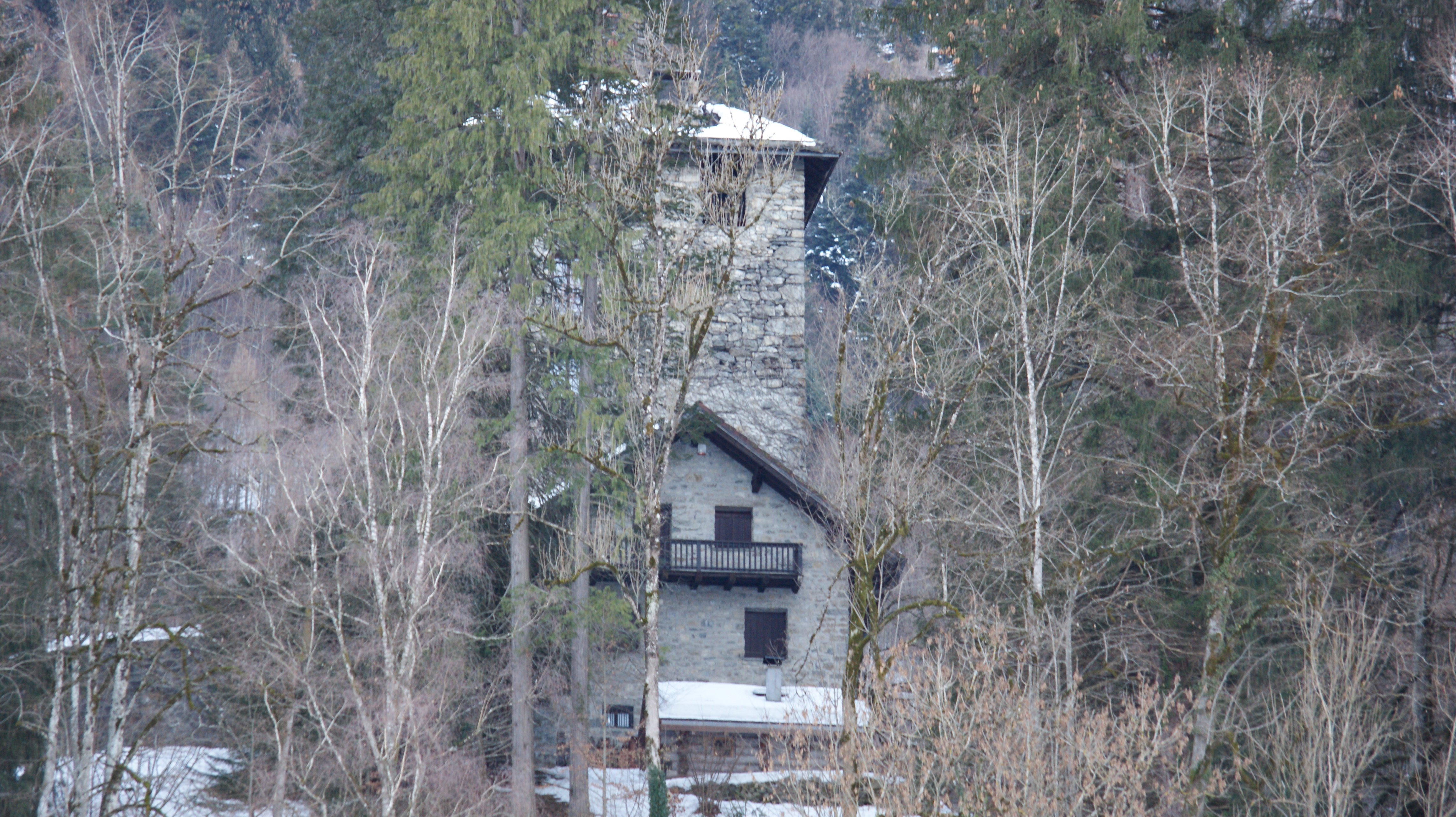
Burg Rosenegg

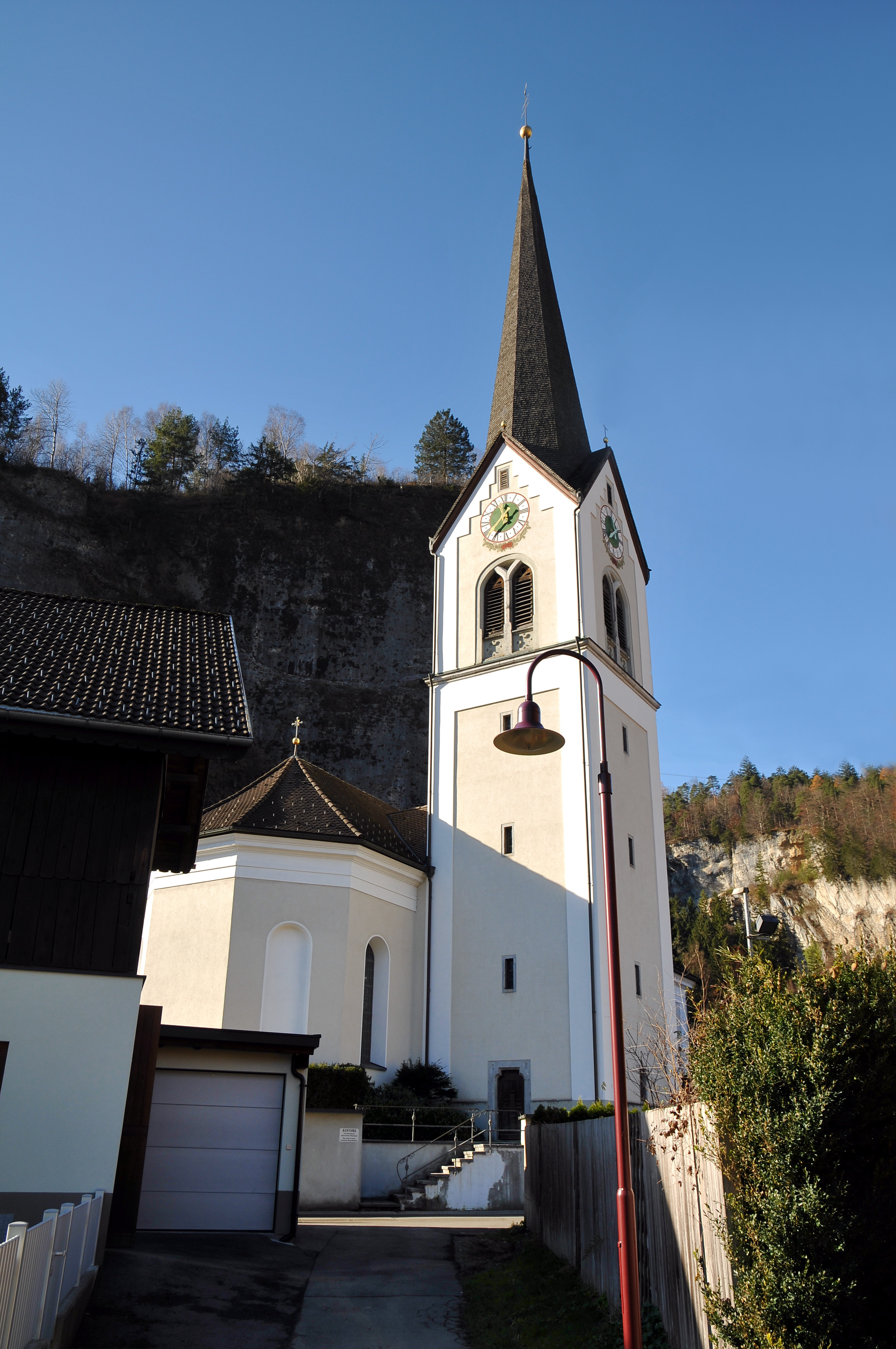
Pfarrkirche Bürs

- Burg Rosenegg: Diese mittelalterliche Burganlage wurde Mitte des 13. Jahrhunderts erbaut. Während des Appenzellerkriegs wurde die Burg 1405 zerstört und anschließend wiederaufgebaut. Sie verfiel jedoch noch vor 1600. In den Jahren 1898 bis 1900 kam es zu einem Wiederaufbau des Bergfriedes im neugotischen Stil und 1939 erfolgte ein neuerlicher Um- und Ausbau.

- Katholische Pfarrkirche Bürs hl. Martin: 1347 wurde hier die erste Kirche erbaut und um 1480 erfolgte ein Neubau, von dem noch der Chor erhalten ist. Dieser gotische Bau des 15. Jahrhunderts wurde 1768 barockisiert und nach einem Brand 1843 wurde das Langhaus angebaut und verlängert. Der Hochaltar ist ein neugotischer Aufbau (1886) mit Teilen des ehem. spätgotischen Flügelaltares von 1480. Die Kreuzwegstationen stammen von Josef Anton Bertle aus Schruns (1846).
- Pfarrkirche zu Maria, Königin des Friedens (Friedenskirche). Diese Kirche im Siedlungsgebiet im Westen des Dorfes wurde erbaut 1968 bis 1973 nach Plänen von Walter Moser.

- In Bürs stehen einzelne bemerkenswerte Walgauhäuser und auch alte Doppelhäuser sowie Industriebauten des 19. Jahrhunderts (Spinnerei und Weberei der Textilwerke Getzner sowie Arbeiterwohnhäuser).

- Lünerseefabrik: Die Spinnerei liegt am Ortseingang, zwischen Zimbapark und Lünerseepark. Das Gebäude wurde 1836/38 erbaut, 1850 und 1856/57 erweitert. Dieser sechsgeschoßige Industriehochbau beheimatete bis in die 1980er-Jahre die Spinnerei und Weberei der Firma Getzner, Mutter & Cie und der Betrieb wurde 1985 stillgelegt. Heute steht das Gebäude unter Denkmalschutz. Die Fassadengestaltung mit 20 Fensterachsen an der Längsseite und 4 an der Querseite entspricht der damaligen einfachen Industriebauweise – mit glatten Putzflächen und kleingesprossten barockisierenden Holzfenstern. Heute ist in diesem Areal ein Gewerbepark errichtet – der Fabrikschornstein wurde als industrielles Signal erhalten und durch eine Lichtinstallation der Künstlerin Brigitte Kowanz neu interpretiert.

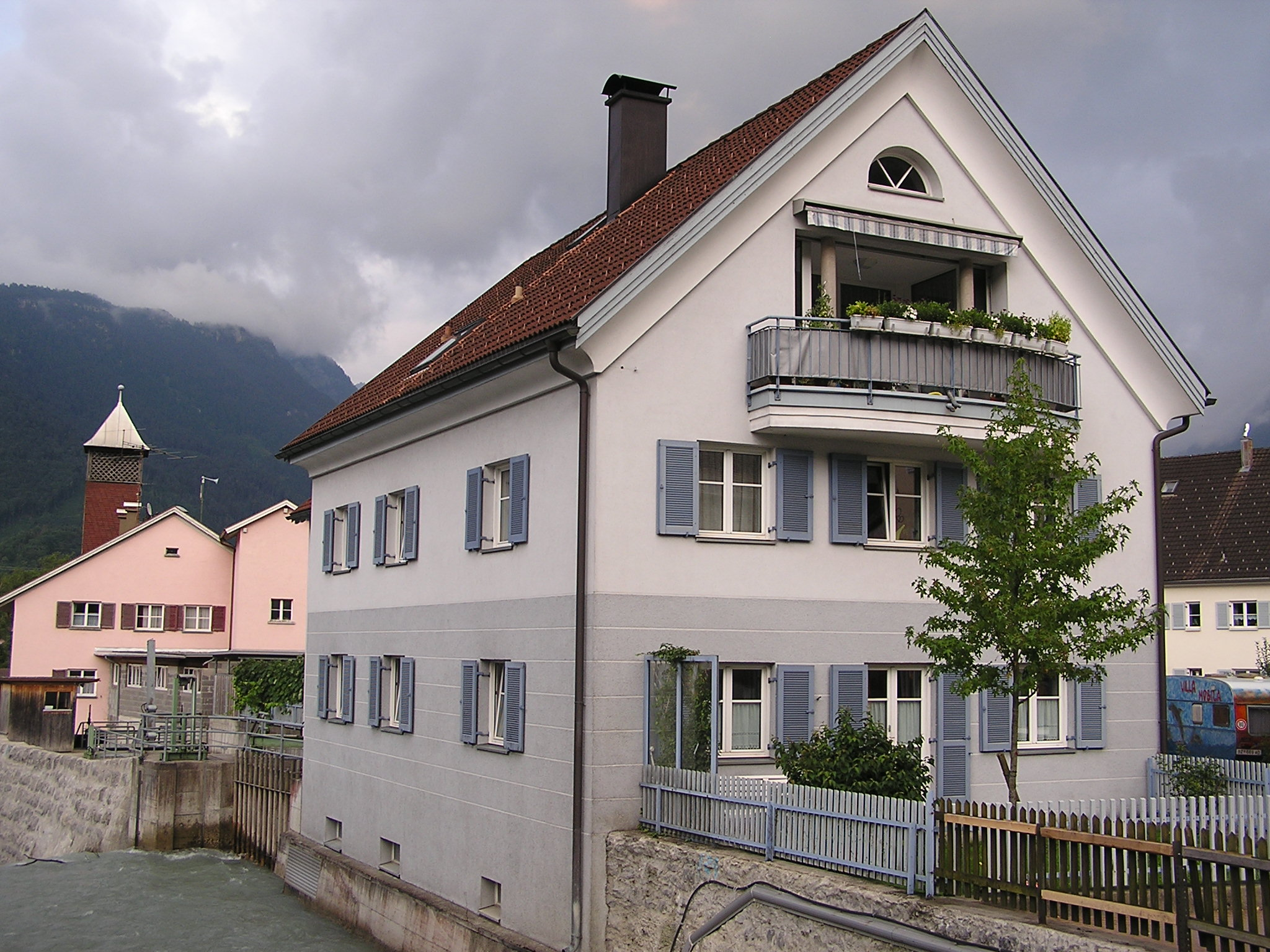
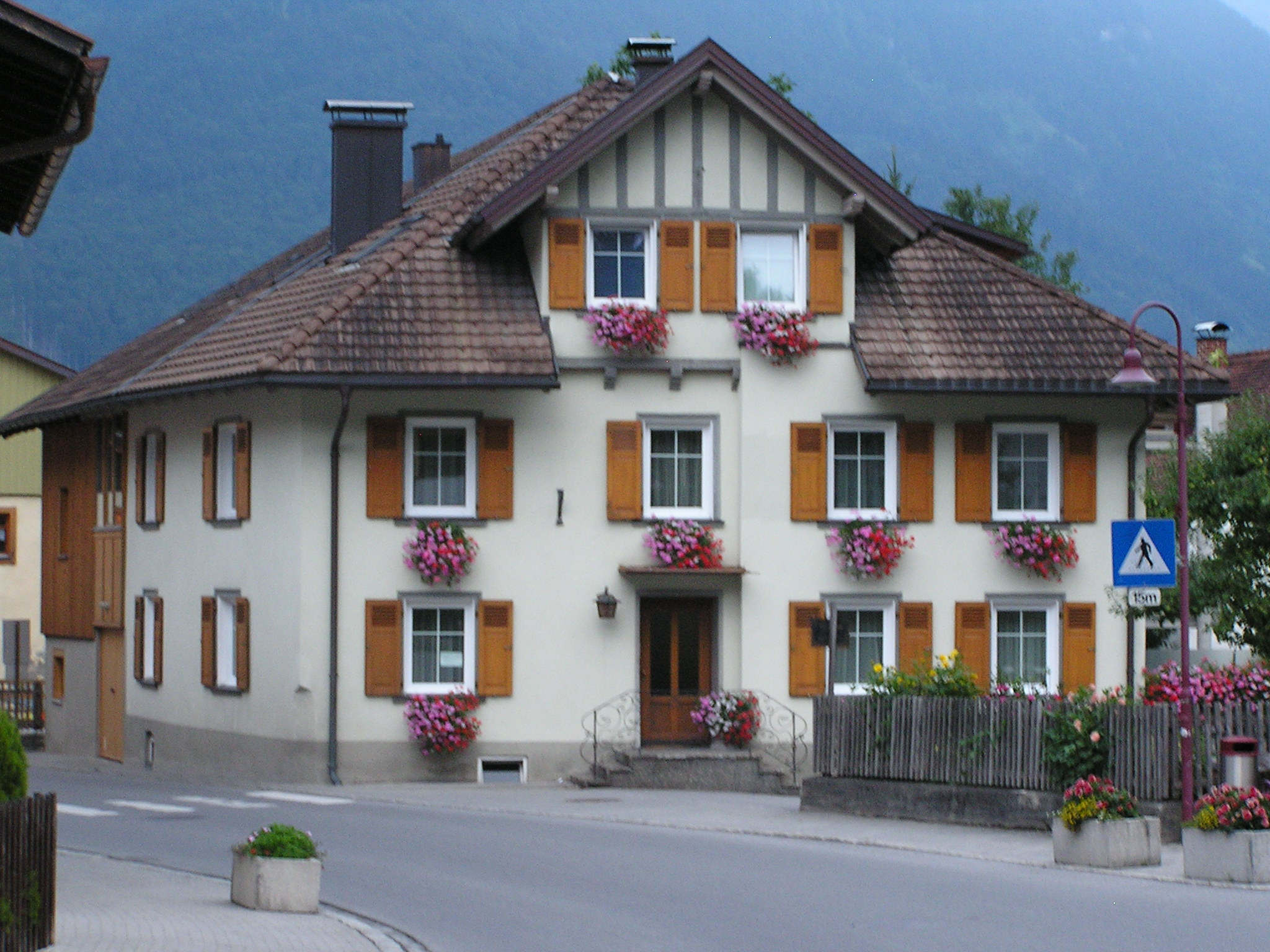
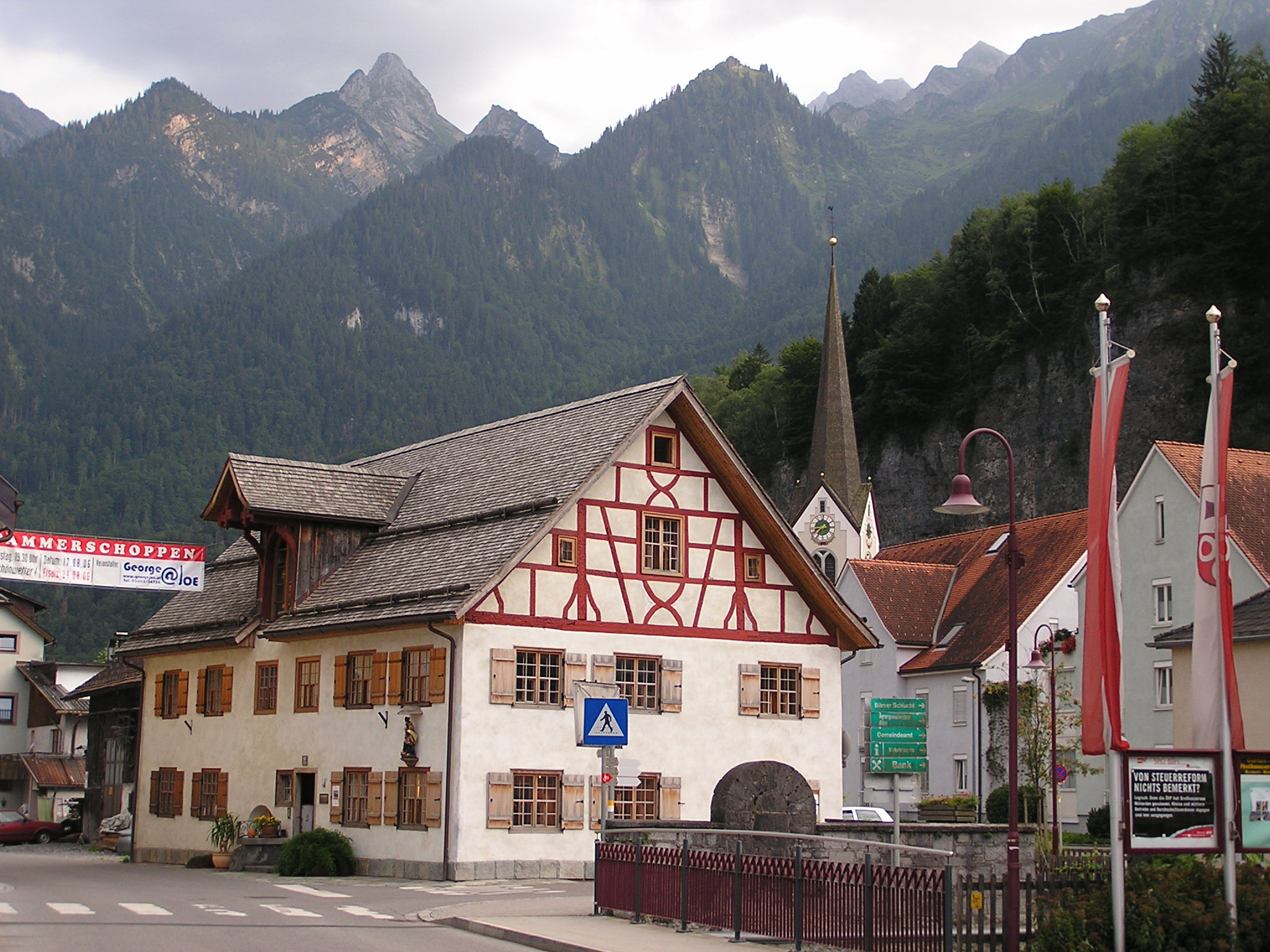
Wohnhaus, Hauptstraße 47
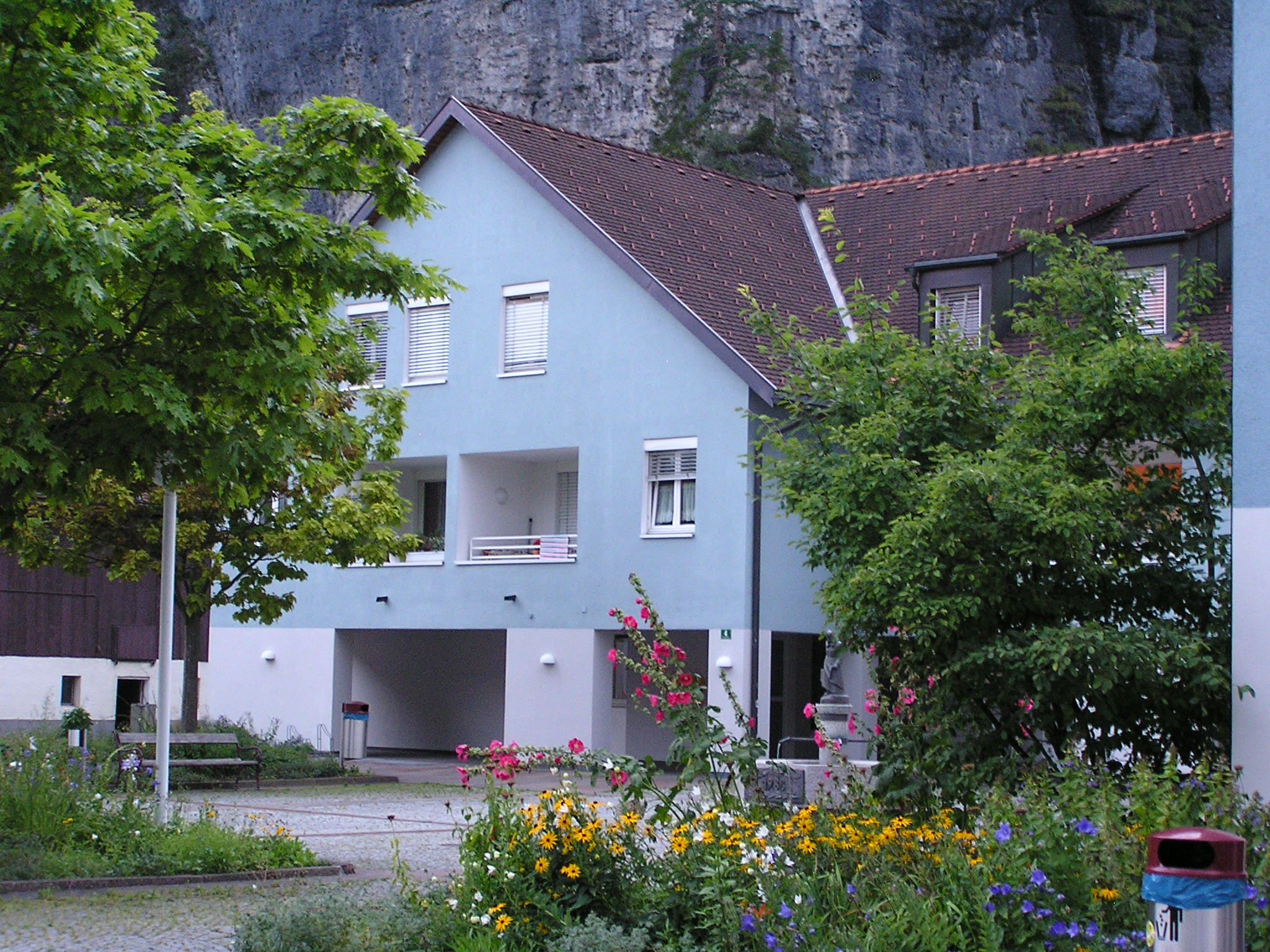
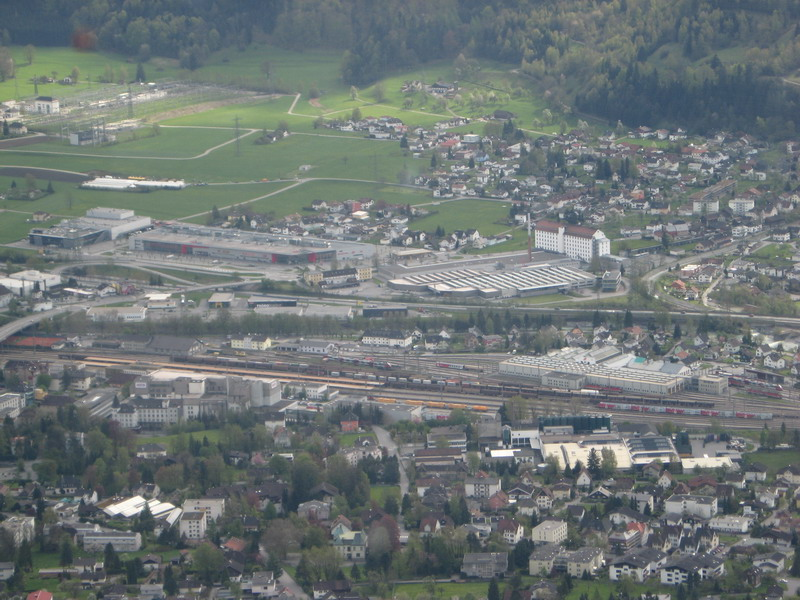
Bürs, Blick vom Muttersberg

## Wirtschaft und Infrastruktur

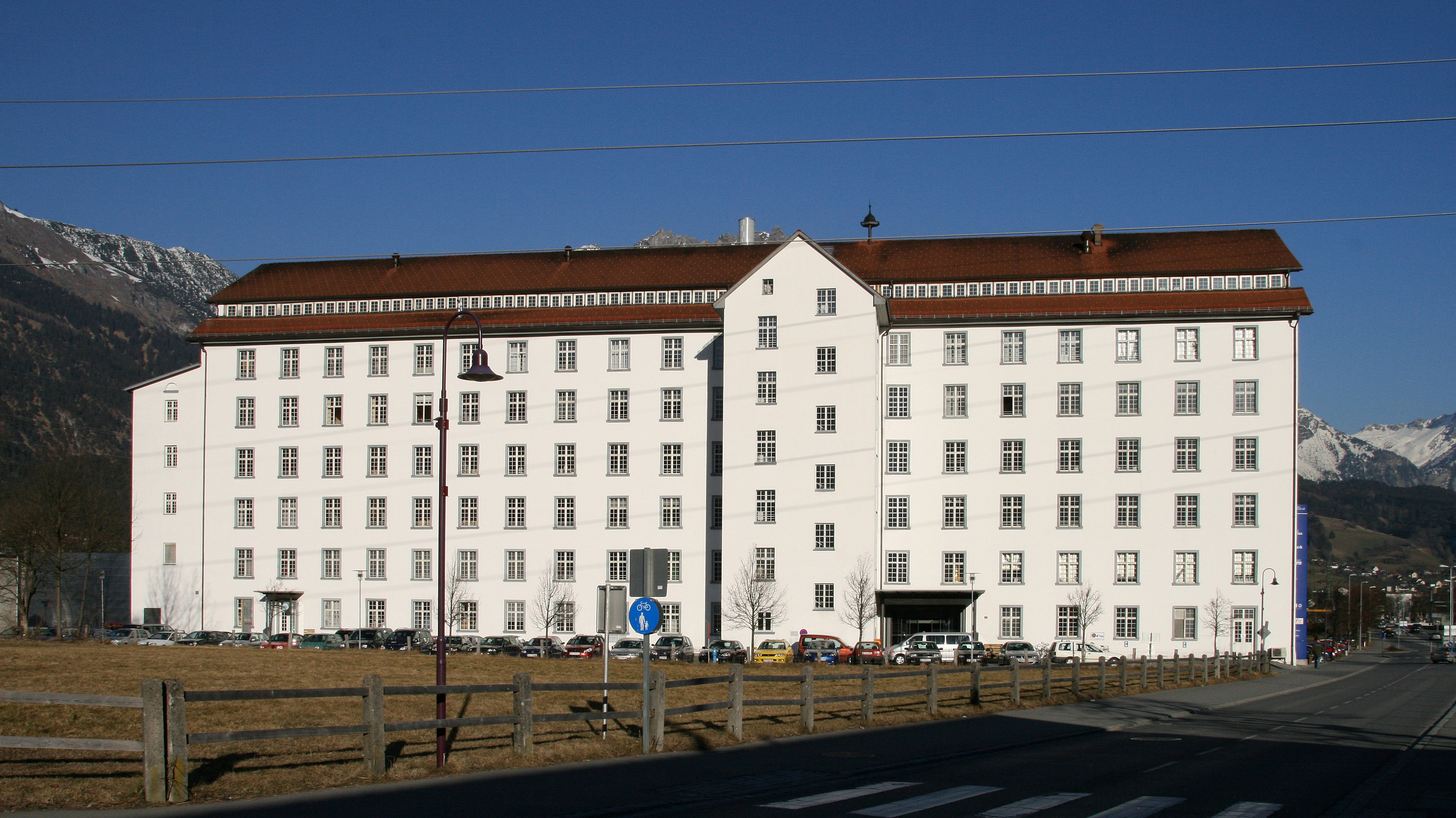
Spinnerei und Weberei Lünersee der Textilwerke Getzner, Mutter & Ci

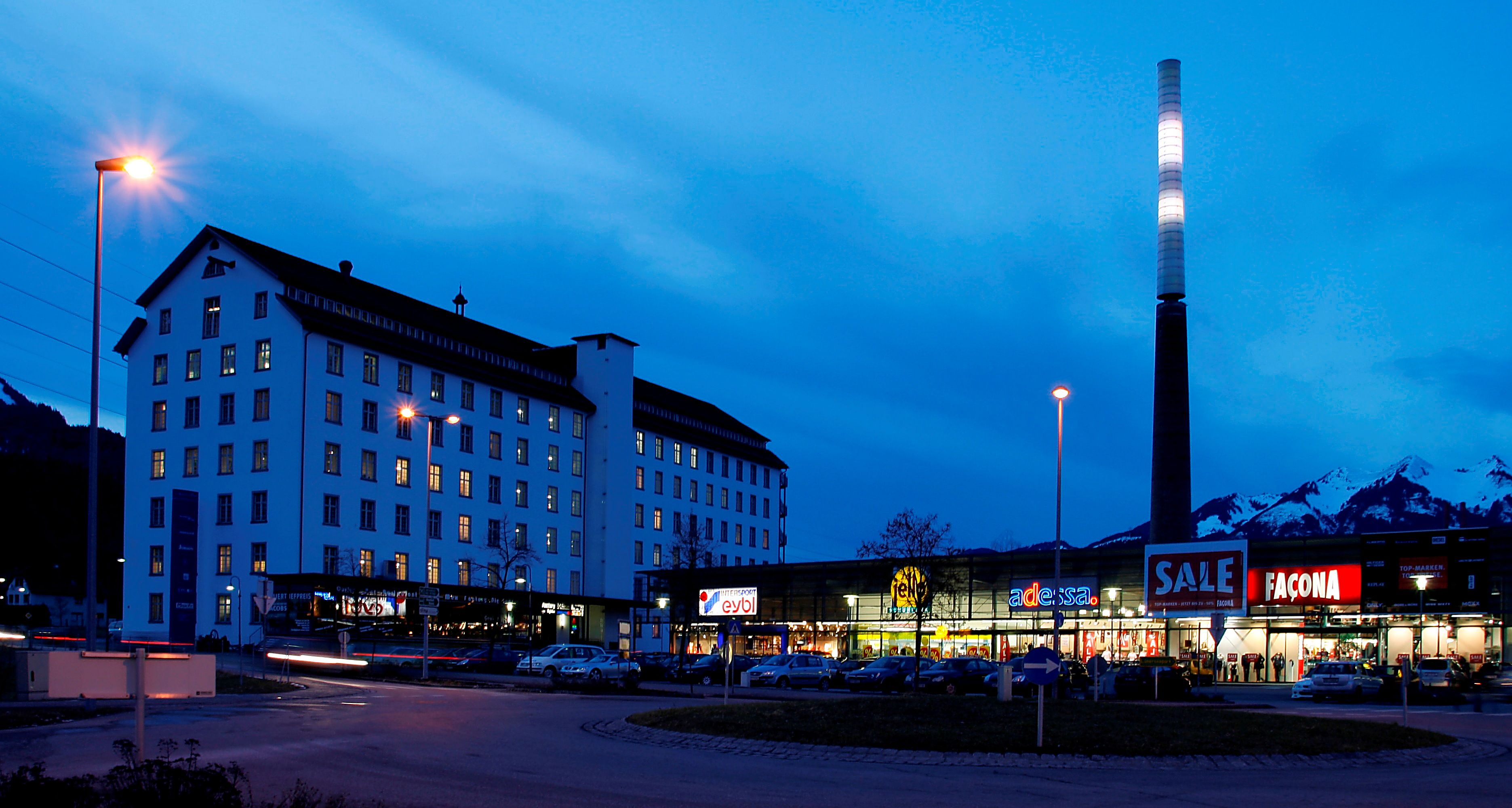
Spinnereigelände in Bürs

Durch Vermurung der besten Böden auf dem Schesatobel-Schwemmkegel wurde die Landwirtschaft zu Beginn des 19. Jahrhunderts hart betroffen. Die Ansiedlung von Industrie war daher gerade zu dieser Zeit sehr willkommen. 1826 Gründung der Spinnerei Getzner, Mutter & Cie.; inzwischen weiterentwickelt mit Buntweberei und Gründung von Getzner-Chemie. Entwicklung zum relativ wohlhabenden Industriedorf auch durch Ansiedlung mehrerer kleinerer Industrie- und Gewerbebetriebe verschiedener Branchen im ursprünglichen Weideland zwischen Bludenz und Bürs. Außerdem Vermehrung der Handelsgeschäfte (seit 1976 mit Interspar).
Im Jahr 2010 gab es in Bürs vierzehn land- und forstwirtschaftliche Betriebe, davon 7 Haupterwerbsbetriebe. Im sekundären Wirtschaftssektor nach ÖNACE waren in 28 Betrieben 608 Personen beschäftigt, überwiegend bei der Herstellung von Waren, im Bau, aber auch 22 Personen im Bergbau. Der tertiäre Wirtschaftssektor gab 1.629 Menschen Arbeit in 219 Betrieben. Die meisten Beschäftigten gab es im Handel, gefolgt von sozialen und öffentlichen Diensten (Stand 2011).
In der Umspannanlage Bürs beginnt die weltweit älteste Hochspannungsleitung, die Nord-Süd-Leitung. Diese erstmals mit 220 kV betriebene Drehstrom-Hochspannungs-Übertragung wurde von der Vorarlberger Illwerke AG zwischen 1924 und 1929 errichtet. Eine weitere 220-/380-kV-Leitung, die von Bürs zur deutschen Grenze und weiter zum Umspannwerk Dellmensingen südwestlich von Ulm führt, baute die Energie-Versorgung Schwaben Ende der 1950er Jahre dazu.

## Sport
Der größte und bekannteste Sportverein in Bürs ist der SK Bürs, ein 1971 gegründeter und ca. 300 Mitglieder zählender Fußballclub. Der Club trägt seine Heimspiele am Sportplatz „uf dr Schesa“ aus, welcher sich im Ortsteil „Schesa“ befindet.

## Politik

### Gemeindevertretung
In Vorarlberg wählen die Bürger alle fünf Jahre die Mitglieder der Gemeindevertretung durch Ankreuzen eines Listen-Wahlvorschlages bzw. durch Mehrheitswahl wenn kein Listenvorschlag vorliegt. Weiters den Bürgermeister durch Ankreuzen eines Wahlvorschlages.
Die Gemeindevertretung wählt in der konstituierenden Sitzung aus ihrer Mitte – sofern keine Wahl durch die Bürger zustande kam – gemäß § 61 Gemeindegesetz einen Bürgermeister und dann einen mindestens dreiköpfigen Gemeindevorstand. Die Zahl dieser „Gemeinderäte“ darf aber gemäß § 55 den vierten Teil der Zahl der Gemeindevertreter nicht übersteigen.
Der Bürgermeister führt den Vorsitz bei den generell öffentlichen Sitzungen der Gemeindevertretung, in denen kommunale Belange besprochen und Beschlüsse gefasst werden. Beobachter haben kein Mitspracherecht und kein Stimmrecht. Die Gemeindevertretung kann nach Bedarf Ausschüsse bestellen. Sitzungen des Gemeindevorstandes und der Ausschüsse sind nicht öffentlich.

#### Sitzverteilung nach den Wahlen
- Gemeindevertretungswahlen 1985: SPÖ 13, ÖVP 10, FPÖ 1.[9]
- Gemeindevertretungswahlen 1990: SPÖ 13, ÖVP 10, FPÖ 1.[10]
- Gemeindevertretungswahlen 1995: SPÖ 11, ÖVP 8, Gemeinsam für Bürs 3, FPÖ 2.[11]
- Gemeindevertretungswahlen 2000: SPÖ 11, Lothar Säly - ÖVP 7, Gemeinsam für Bürs 5, FPÖ 1.[12]
- Gemeindevertretungswahlen 2005: SPÖ 13, Lothar Säly - ÖVP 10, FPÖ 1.[13]
- Gemeindevertretungswahlen 2010: Bgm. Zimmermann - SPÖ 12, Gerd Kaufmann - ÖVP 7, AKTIV FÜR BÜRS 4, FPÖ 1.[14]
- Gemeindevertretungswahlen 2015: Bgm. Georg Bucher - SPÖ 12, Gerd Kaufmann - ÖVP 7, AKTIV FÜR BÜRS 4, FPÖ 1.[15]
- Gemeindevertretungswahlen 2020: Bgm. Georg Bucher - SPÖ 12, Aktiv für Bürs 5, ÖVP 4, Grüne 3.[16]
- Gemeindevertretungswahlen 2025: Bgm. Georg Bucher - SPÖ 12, Aktiv für Bürs 5, ÖVP 3, Grüne 2, FPÖ 2.[17]

### Bürgermeister
- 1907–1912 Dominikus Müller[18]
- 1912–1918 Michael Säly[18]
- 1918–1919 Dominikus Müller[18]
- 1919–1924 Ferdinand Thaler[18]
- 1924–1939 Franz Josef Müller[18]
- 1939–1945 Max Troppmayr[18]
- 1945–1949 Peter Winder[18][19]
- 1949–1955 Alois Tschofen[18][19]
- 1955–1959 Ludwig Sähly[18][19]
- 1959–1971 Elmar Steurer (SPÖ)[18][19]
- 1971–1988 Willi Plangg[18][19]
- 1988–2013 Helmut Zimmermann (SPÖ)[18][19]
- seit 2013 Georg Bucher (SPÖ)[20]

### Wappen
Der Gemeinde wurde 1931 folgendes Wappen verliehen: Ein von Silber über Rot geteilter Schild. Im oberen Felde ist ein schwarzes, blau bordiertes Tatzenkreuz zu sehen, im unteren Felde erscheinen drei silberne Ringe, zwei über einen gestellt. Der Schild umgibt eine ornamentierte bronzefarbige Randeinfassung.

## Persönlichkeiten

### Ehrenbürger der Gemeinde
- 2013: Willi Plangg (1923–2021), Bürgermeister von Bürs 1971–1988[22][23]

### Söhne und Töchter der Gemeinde
- Martin Müller (* 27. Mai 1915 in Bürs; † 13. Juni 1989 in Bludenz), Politiker, Landesrat und Landesstatthalter
- Hans Bürkle (1919–1993), Landesbeamter und Politiker (ÖVP)
- Elmar Steurer (1924–2011), Bundesbahnbediensteter und Politiker (SPÖ)
- Bertram Jäger (* 1929), Arbeiterkammerfunktionär und Politiker (ÖVP)
- Guntram A. Plangg (1933–2024), Romanist

### Mit der Gemeinde verbundene Persönlichkeiten
- Adolf Hosp (1892–1972), Elektrotechniker und Politiker (CSP)
- Peter Winder (1896–1964), Maschinist, Versicherungsoberinspektor und Politiker
- Elke Zimmermann (* 1973), Krankenschwester und Politikerin (SPÖ)
- Helmut Zimmermann (* 1948), Bundesbahnbediensteter und Politiker (SPÖ)